# Magyarszék megállóhely
Magyarszék megállóhely egy Baranya vármegyei vasúti megállóhely Magyarszék településen, a MÁV üzemeltetésében.
A község központjától jó 2 kilométerre északra helyezkedik el, Kishertelend településrészen, közvetlenül a 66-os főút mellett, közúti elérését is a főút biztosítja.
Jelenleg a megállóhely jegypénztár nélküli, nincs jegykiadás.

## Története
Az 1947-es és az 1971-es menetrendben Magyarszék-Sikonda gyógyfürdő néven szerepelt.
2009. december 13-tól a vasútvonalon egy évre megszűnt a személyforgalom, de 2010. december 12-től újraindult.

## Vasútvonalak
A megállóhelyet az alábbi vasútvonalak érintik:
- Godisa–Komló-vasútvonal

## Kapcsolódó állomások
A megállóhelyhez az alábbi állomások vannak a legközelebb:
- Magyarhertelend megállóhely (Godisa–Komló-vasútvonal)
- Mecsekpölöske megállóhely (Godisa–Komló-vasútvonal)

## Forgalom
| Járat        | Útvonal | Gyakoriság   |
| ------------ | --- | ------------ |
| személyvonat | Komló – Mecsekjánosi – Mecsekpölöske – Magyarszék – Magyarhertelend – Bodolyabér – Godisa – Sásd (– Vásárosdombó – Kaposszekcső) – Dombóvár | Napi 5-6 pár |